# Salomea di Polonia
Salomea di Polonia, o da Cracovia o di Galizia (Cracovia, 1211 – Skała, 17 novembre 1268), era una figlia di Leszek I, Granduca di Polonia, che divenne regina consorte di Galizia e Lodomira come moglie di re Colomanno.
È venerata come beata dalla Chiesa cattolica.

## Biografia
Era figlia di Leszek I, Granduca di Polonia, e di sua moglie Grzymisława; all'età di tre anni venne promessa in sposa a Colomanno, figlio di Andrea II, re d'Ungheria; il matrimonio fra i due venne celebreato già nel 1215, e ufficialmente la coppia governò sul principato di Galizia fino al 1219, allorché Mstislav Mstislavič invase la Galizia e li imprigionò entrambi. 

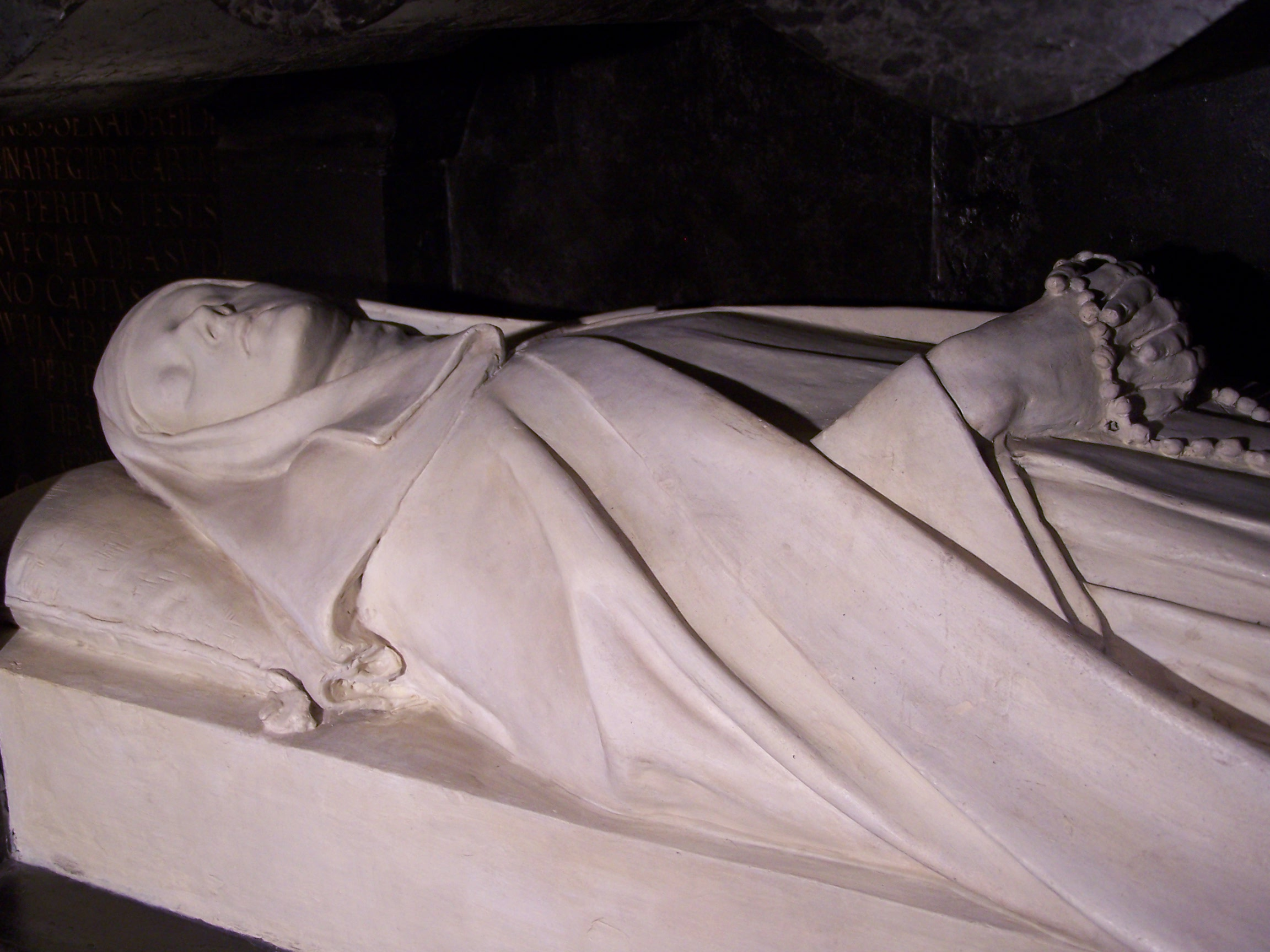
La tomba di Salomea nella chiesa di San Francesco di Cracovia

Durante la prigionia, i due fecero voto di castità; Salomea e Colomanno vennero liberati in breve tempo grazie a un accordo fra Andrea II e Mstislav, e successivamente lei divenne terziaria francescana. Nel 1242, dopo la morte del marito (avvenuta in battaglia nel 1241), Salomea fece ritorno in Polonia dove si prodigò per sostenere l'ordine francescano e, grazie al sostegno di suo fratello Boleslao, fondò un monastero di clarisse a Zawichost, vicino a Sandomierz (poi spostato a Skała). Nel 1245 entrò lei stessa nel convento, di cui divenne anche badessa, morendo nel 1268; il suo corpo si trova oggi sepolto nella chiesa di San Francesco di Cracovia.